# Дезесейс-ди-Новембру
Дезесейс-ди-Новембру (порт. Dezesseis de Novembro)  —  муниципалитет в Бразилии, входит в штат Риу-Гранди-ду-Сул. Составная часть мезорегиона Северо-запад штата Риу-Гранди-ду-Сул. Входит в экономико-статистический  микрорегион Санту-Анжелу. Население составляет 3049 человек на 2006 год. Занимает площадь 216,848 км². Плотность населения — 14,1 чел./км².
Праздник города — 11 апреля.

## История
Город основан 4 ноября 1988 года. 

## Статистика
- Валовой внутренний продукт на 2003 составляет 19.035.067,00 реалов (данные: Бразильский институт географии и статистики).
- Валовой внутренний продукт на душу населения на 2003 составляет 5.893,21 реалов (данные: Бразильский институт географии и статистики).
- Индекс развития человеческого потенциала на 2000 составляет 0,724 (данные: Программа развития ООН).

## География
Климат местности: субтропический гумидный.